# Carduus carpetanus

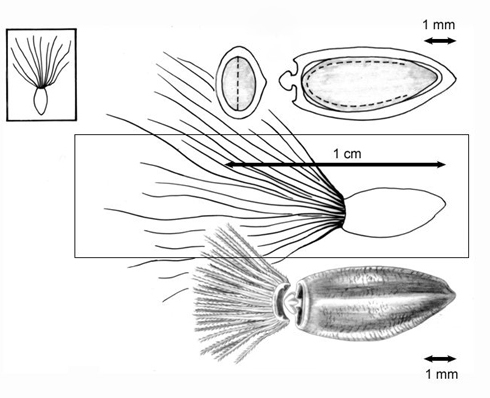
Aquenio.

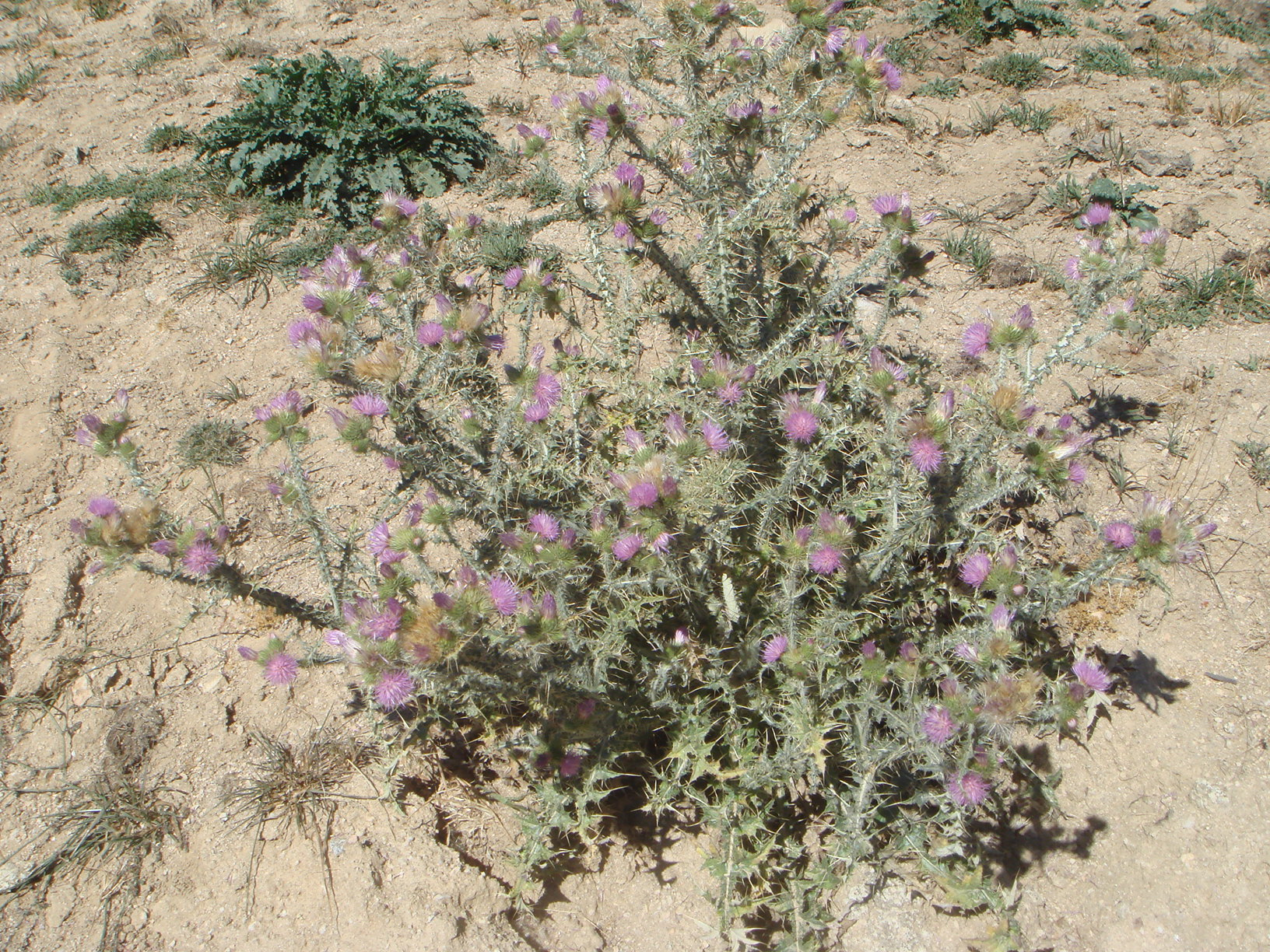
Vista de la planta

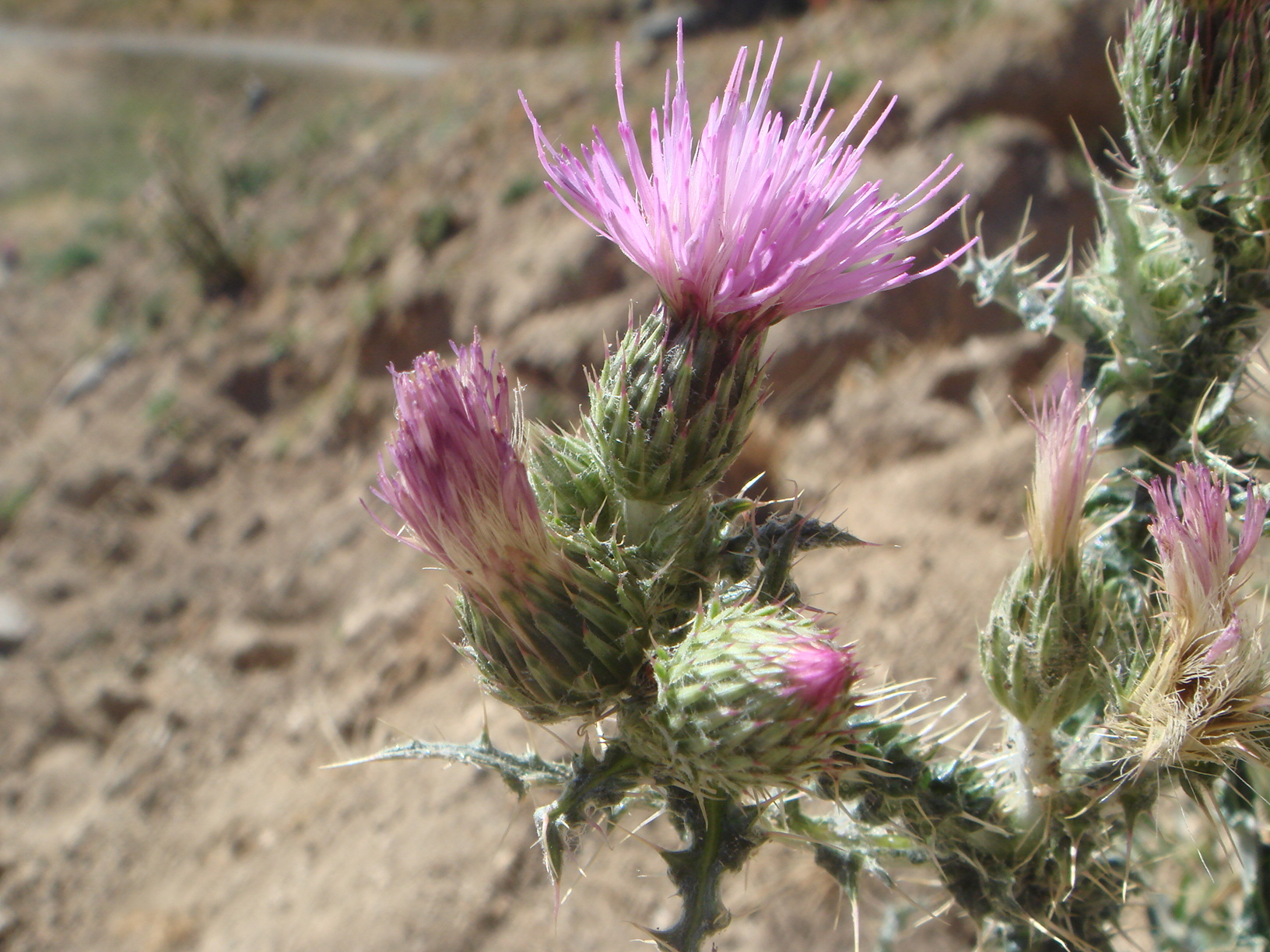
En su hábitat

El cardo quesero  (Carduus carpetanus)  es una especie de cardo de la familia Asteraceae.

## Descripción
Tiene una altura en torno a los 50-80 cm, con tallos que presentan unas laminas o alas longitudinales, espinosas, con pilosidad blanquecina; hojas alternas sobre el tallo, grandes, divididas en varios lóbulos y con largas espinas. Las flores, que son compuestas, forman, en primavera y verano, capítulos en grupos (2 a 6), con flores tubulares de color púrpura o muy raramente blanco.

## Distribución y hábitat
Es un endemismo de la península ibérica. Las plantas crecen dispersas pero frecuentes en las zonas baldías, caminos y lugares nitrificados por la presencia de ganado, en la mitad septentrional de la península y muy puntualmente en la mitad meridional (Provincia de Ciudad Real).

## Taxonomía
Carduus carpetanus fue descrito por Boiss. & Reut y publicado en Diagn. Pl. Hisp., 19, n. 35, 1842.
Etimología
- Carduus: nombre genérico derivado del latín cardŭus, -i, «cardo» en el más amplio de sus sentidos, es decir, no solo el género Carduus sino también unas cuantas plantas espinosas de diversas familias (Asteraceae, Dipsacaceae, Umbelliferae...).[4] Parece que el vocablo no tiene origen en el indoeuropeo, sino más bien en un latín provincial de África, en el actual Túnez -entonces Cartago-, donde se empleaba la palabra cerda, c(h)erda (atestada en un Pseudo Dioscórides como χέρδαν) para designar el cardo corredor; dicho vocablo tendría origen bereber o púnico desde una raíz «qrd» con la idea de «pinchar, picar» y evolucionaría hasta un cardus y carduus al mismo tiempo que se ampliaría su uso a otras plantas espinosas.[5] Plinio el Viejo, en su Naturalis Historia (19, 54, 152, 153), empleó el vocablo cardus para designar las alcachofas y los cardos comestibles, refiriéndose en particular a los cultivados en Cartago y Córdoba («...carduos apud Carthaginem Magnam Cordubamque...»),[6] en lugar de cǐnăra, más clásico, reforzando el probable origen provincial aludido.
- carpetanus: epíteto geográfico latino que significa "de Carpetania".

Subespecies aceptadas
- Carduus carpetanus subsp. braun-blanquetii (P.Monts.) Rivas Mart.
- Carduus carpetanus subsp. carpetanus[7]

Sinonimia
- Carduus gayanus Durieu ex Willk.
- Carduus gayanus DC.
- Carduus zapateri E.Rev. & Debeaux	[8]

## Nombres comunes
- Castellano: cardillo, cardo, cardo borriquero, cardo burrero, cardo quesero.[2]